# Tidur

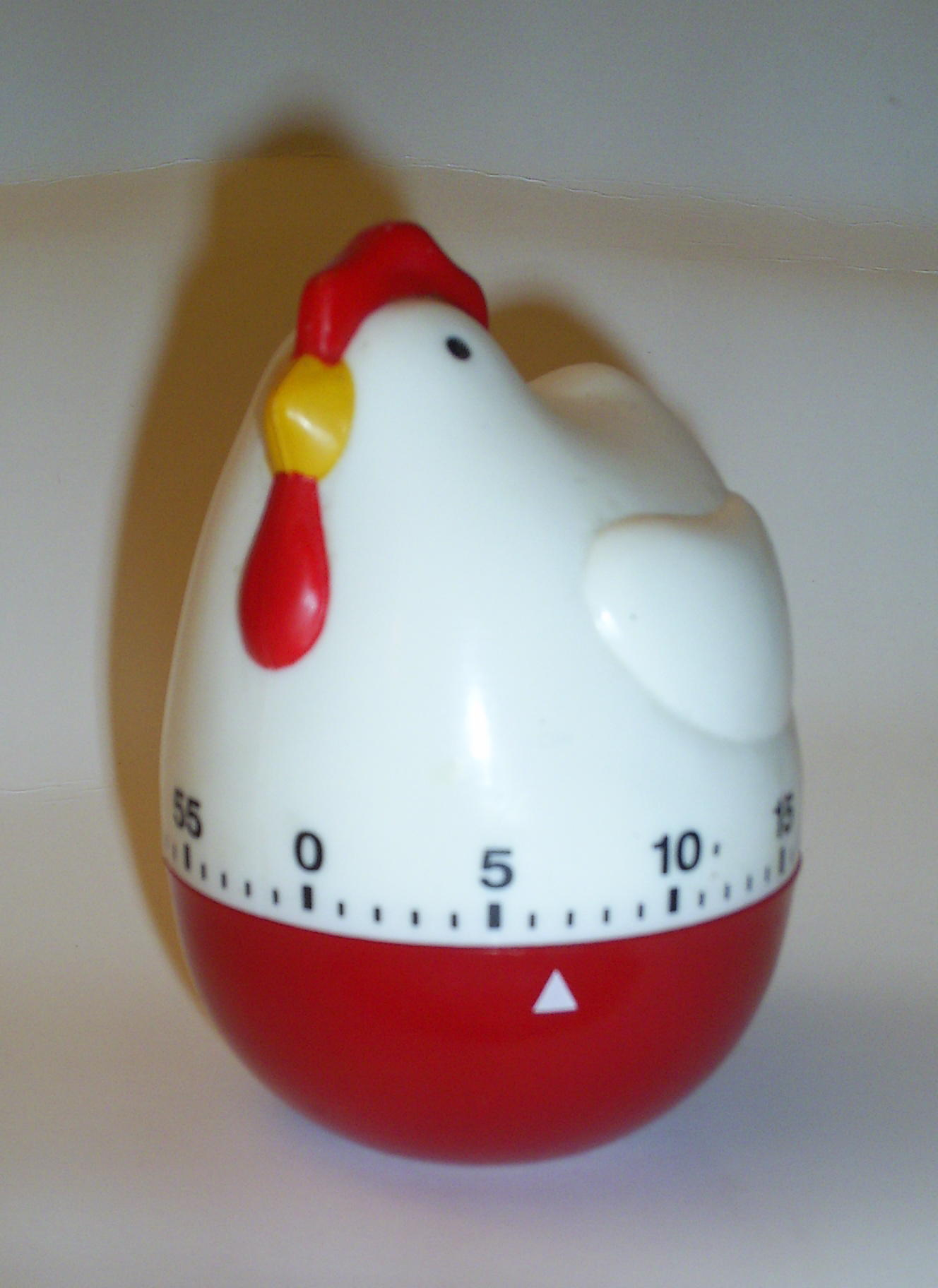
Ett mekaniskt kökstidur, även kallad äggklocka.

Ett tidur, även timer, är ett mekaniskt eller elektriskt instrument för att mäta tid och vid bestämda tidpunkter starta eller stoppa en eller flera funktioner. Detta kan till exempel gälla belysning, en ringsignal, en motorvärmare eller en bomb. Tidur används bland annat inom matlagning, elektronik och digitalteknik.

## Bildgalleri

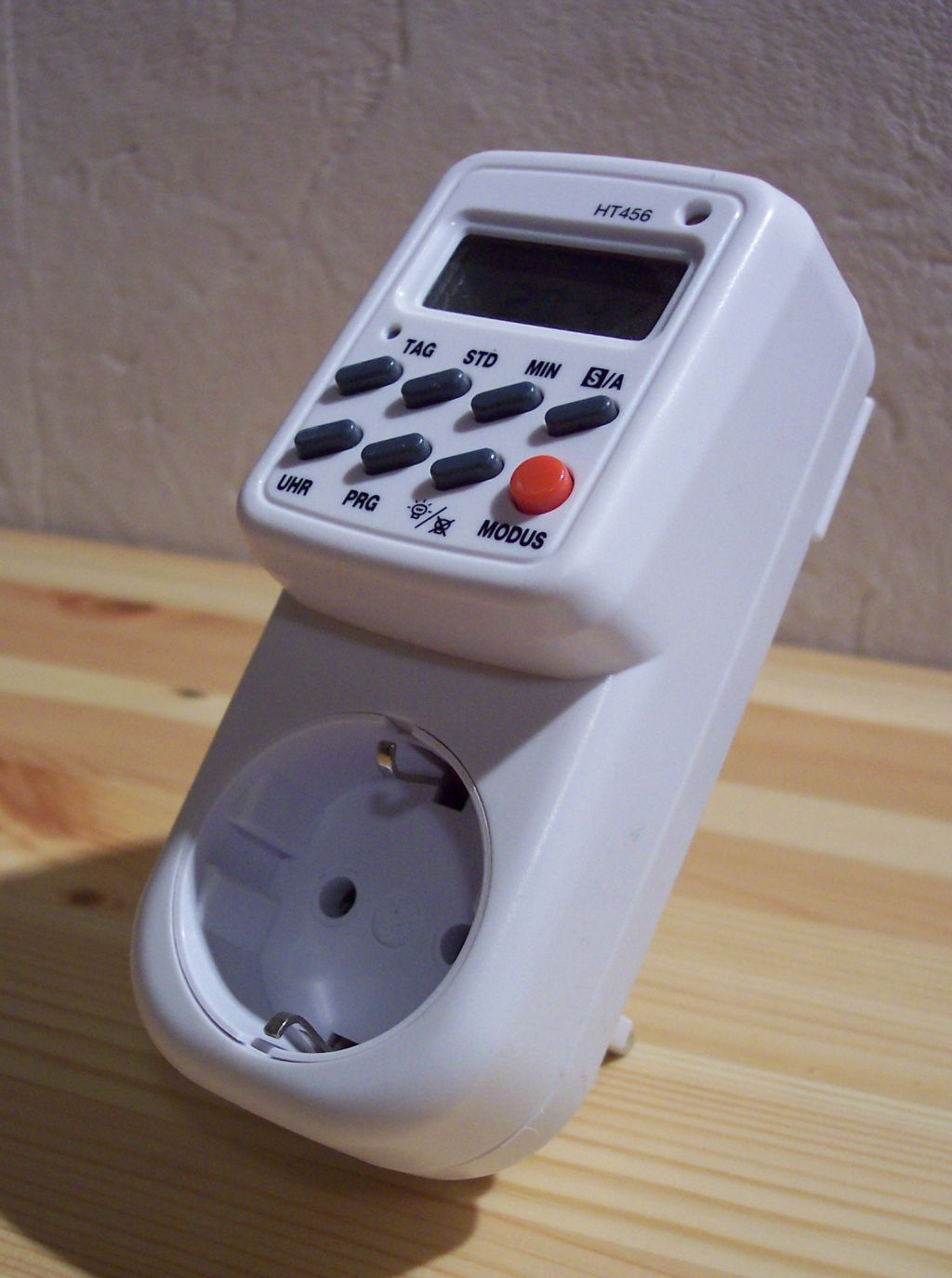
En eltimer.
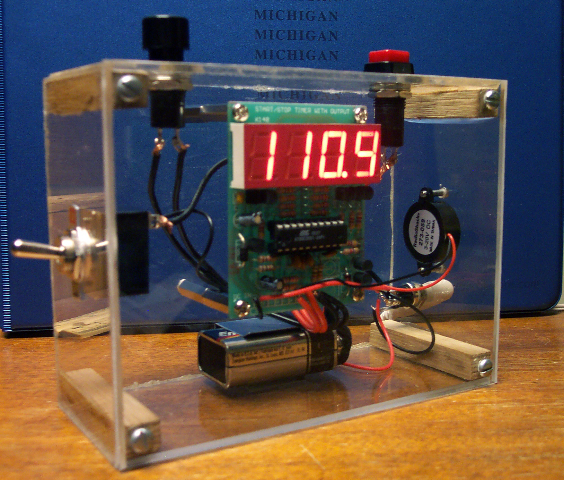
En elektronisk timer.
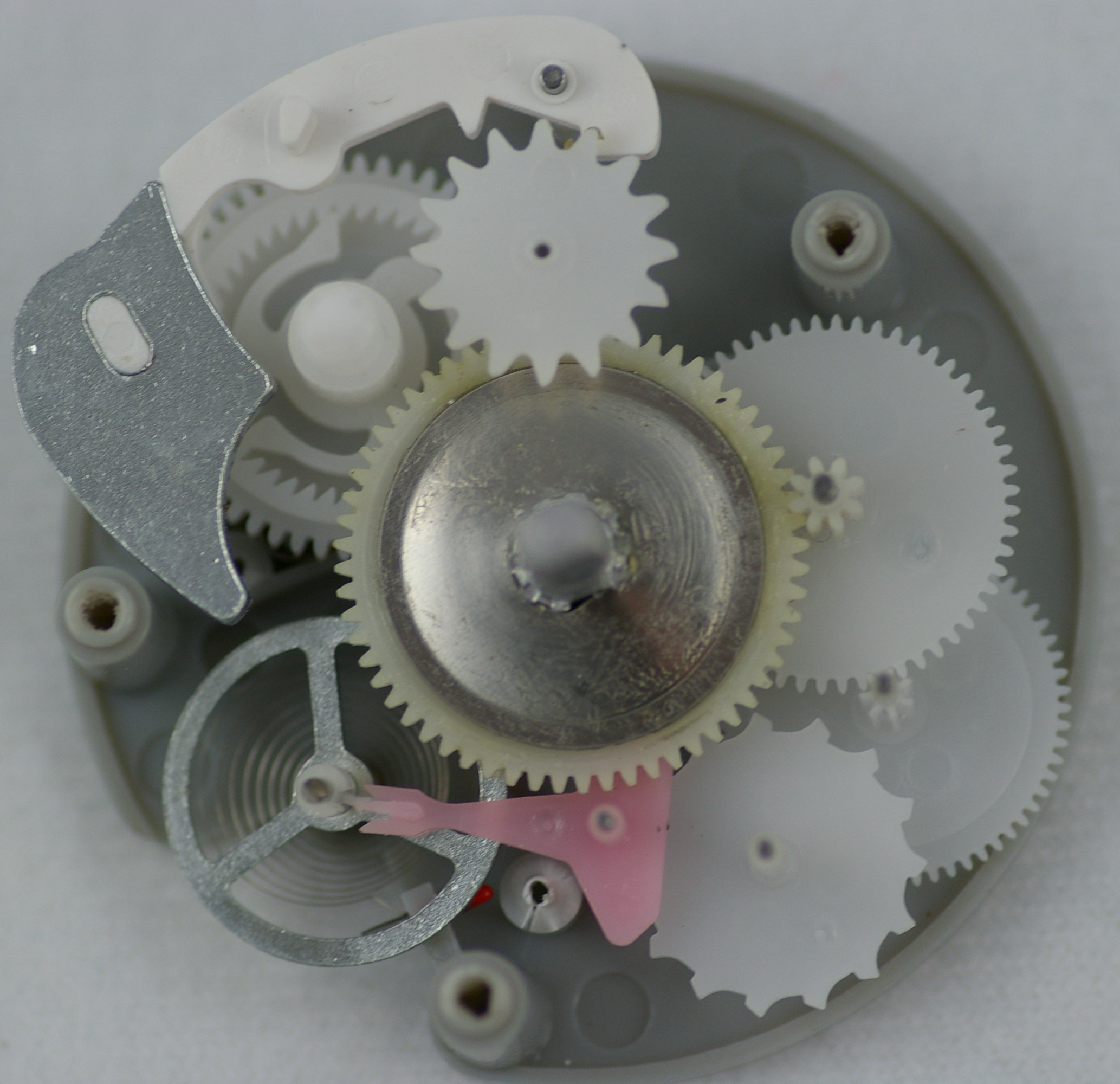
Innanmätet av en äggklocka.